# Paciência (Porteirinha)
Paciência é um distrito do município brasileiro de Porteirinha, no interior do estado de Minas Gerais. Segundo o censo demográfico de 2022, realizado pelo Instituto Brasileiro de Geografia e Estatística (IBGE), sua população era de 967 habitantes e havia 378 domicílios particulares permanentes ocupados. Possui área de 27,57 km² conforme a Fundação João Pinheiro (FJP). Foi criado pela lei estadual nº 8.285 de 8 de outubro de 1982.
De acordo com o IBGE, em 2010 a população era de 930 habitantes e havia 392 domicílios particulares.